# Kreuz zur Erinnerung an den Krieg 1916–1919
Das Kreuz zur Erinnerung an den Krieg 1916–1919 (Ro. Cruea Comemorative a Razboiului 1916-1919) wurde am 8. Juli 1918 durch König Ferdinand I. gestiftet und war zur Verleihung an alle rumänischen Teilnehmer des Weltkriegs vorgesehen. Ebenso wurden bspw. auch britische Offiziere ausgezeichnet, die während des Krieges in Rumänien oder dem Nahen Osten Dienst versehen hatten.

## Aussehen
Die Auszeichnung ist ein aus geschwärzter Bronze gefertigtes Kreuz, mit sich verbreiternden Enden, die leicht angespitzt zulaufen. Mittig, die von einer Krone überragte gespiegelte Chiffre des Stifters  F  (Ferdinand) sowie im Revers zweizeilig die Jahreszahlen 1916 / 1918.

## Trageweise
Getragen wurde die Auszeichnung an einem gewässerten, sieben Mal gesteiften blau-grünen Band auf der linken Brustseite.

## Gefechtsspangen
Das Kreuz zur Erinnerung konnte auch mit entsprechenden Gefechtsspangen zur Verleihung kommen:
| - ARDEL - BUCURESTI - CARPATI - CERNA - DOBROGEA - DUNAREA | - JIU - MARASESTI - MARASTI - OITUZ - TARGUL OCMA - TURTUCAIA |

Ferner konnten die Spangen die Jahreszahlen 
- 1916
- 1917
- 1918
- 1919

tragen.

## Sonstiges
Per Dekret vom 27. Oktober 1939 wurde bestimmt, dass der älteste Sohn eines verstorbenen Inhabers der Auszeichnung das Kreuz mit der Spange TRADITIE tragen durfte, wenn er aktiver Offizier der rumänischen Streitkräfte wurde.